# 第4世代原子炉
第4世代原子炉（だいよんせだいげんしろ）は、現在研究中の理論上の原子炉の設計の基準。現在世界中で運用されている原子炉は一般的には第2世代から第3世代の原子炉であり、すべての第1世代原子炉は廃炉となっている。第4世代原子炉の研究は8つの技術的目標を基にして公式に第4世代国際フォーラム(GIF)で始められた。主な目標はより高い安全性、核拡散抵抗性、廃棄物と天然資源利用の最小化、原子炉の建設運用費用の低減である。高速炉、増殖炉などの技術は原子力の軍事利用とも関連性があるが、一般的にこれらの原子炉は原子力発電所に利用される予定である。同フォーラムにより2002年に後述する6つのシステムが選定された。2014年のロードマップ見直しでは2030年代の商業導入を目指している。

## 原子炉形式
初期には様々形式の原子炉が考えられたが、有望な技術と第4世代の先駆性にふさわしい特徴を持つ技術に集中するために数が絞られた。熱中性子炉と高速炉のそれぞれに3つの形式の原子炉が提案されている。超高温ガス炉は水素生産のための質の高い熱供給源になりうるとして研究されている。高速炉はアクチノイドを燃焼させて廃棄物を減らし、消費するよりも多くの燃料を作り出す可能性がある。これらのシステムは持続可能性、安全性、経済性、核拡散への抵抗性、物理的保護などの利点が挙げられている。

### 熱中性子炉

#### 超高温原子炉(Very-High-Temperature Reactor、VHTR)

超高温ガス炉 (VHTR)

超高温ガス炉は炉心が黒鉛を減速材とするウラン燃料使い切り型の原子炉案で、冷却材にはヘリウムや溶融塩が使われる。この炉の設計は出口付近で千度近い高温が想定されている。炉心はプリズムブロック系かペブルベッド系のどちらかの設計である。発生する高温は熱源として利用でき、ヨウ素-硫黄工程(en)の熱化学水素製造に応用することが可能である。また、受動的安全を取り入れている。
最初の超高温ガス炉の建設計画には南アフリカのPBMR(ペブルベッドモジュラー炉)が存在したが2010年2月に政府が財政援助を打ち切っている。著しいコスト増と、起こりうる予期し得ない技術的問題への憂慮から潜在的な投資家と顧客を引きつけられなかったとされる。
2023年12月6日中国の実証炉「HTR-PM」が同方式で世界初の商業運転を行った。

#### 超臨界圧軽水冷却炉(Supercritical-water-cooled reactor、SCWR)

超臨界水冷却炉 (SCWR)

超臨界圧軽水冷却炉は超臨界状態の軽水を流体冷却材として利用する案。超臨界圧軽水冷却炉は高温、高圧下の軽水炉の運用が基礎となっており、超臨界水で直接タービンを回す燃料使い切り型の原子炉である。この形式は沸騰水型原子炉に非常に良く似ており、超臨界水を冷却材として利用しており、水を加圧する点からは加圧水型原子炉に似ているといえる。そして、現在の加圧水型原子炉や沸騰水型原子炉より高い温度での運用が可能である。
超臨界圧軽水冷却炉は見込みの高い技術となっている。従来の軽水炉と比べ熱効率が33%から45%に上がっており、高い熱効率と相当な施設の簡略化によって費用対効果に優れた革新的な原子炉になっている。超臨界圧軽水冷却炉の主な計画は低価格の電気を生成することである。また、超臨界圧軽水冷却炉は二つの信頼性のある技術の下に建設される。軽水炉は世界で最も一般的に開発されてきた電力発生用原子炉であり、超臨界圧化石燃料燃焼炉もまた世界中で多く利用されている。超臨界圧軽水冷却炉は12の国の32の組織によって研究されている。

#### 溶融塩原子炉(Molten-salt reactor、MSR)

溶融塩原子炉 (MSR)

溶融塩炉は冷却材に溶融塩を利用する原子炉の設計案である。この形式の炉に対する前進的な多くのデザインが投入されており、幾つかの原型炉が建設されている。初期の構想や以前の多くの例では核燃料を溶融フッ化塩で四フッ化ウランを溶かし、この液体が減速体として機能する黒鉛で出来た炉心に入り臨界に到達する。多くの現在の構想では溶融塩の提供する低圧、高温冷却と共に黒鉛の基盤に分散させられた燃焼に依存している。

### 高速炉

#### ガス冷却高速炉(Gas-cooled fast reactor、GFR)

ガス冷却高速炉 (GFR)

ガス冷却高速炉の方式は高富化度ウランの効率的な転換および、アクチノイド運用のための高速中性子スペクトルと閉じた燃料サイクルが特徴になっている。この炉はヘリウム冷却であり、出口温度が850度で、直接的に高い熱効率のブレイトンサイクルガスタービンを利用している。燃料構成は超高温での運用の可能性および核分裂生成物の優れた閉じ込め性能を確保するように考えている。混合セラミック燃料、改良型燃料粒子、或いはセラミック被覆アクチニド混合元素などが燃料として生産される。炉心形状はピン形式や板状のものの燃料集合体かプリズム状ブロックが考えられている

#### ナトリウム冷却高速炉(Sodium-cooled fast reactor、SFR)
ナトリウム冷却高速炉はMOX燃料を用いたナトリウム冷却高速炉とジルコニウムを加えた金属合金燃料を用いる一体型高速炉(IFR)の近い関係の２つの原子炉建設の設計案である。2023年現在ロシアで高速増殖炉が2基商業運転を行っている。

ナトリウム冷却高速炉 (SFR)

目標は増殖したプルトニウムによってウラン使用の効率を増加させ、超ウラン同位体が発電所から離れる必要性を除去することである。この原子炉設計では高速中性子で駆動される無減速の炉心が用いられ、超ウラン同位体を消滅、或いは燃料とする事が可能であるように設計されている。加えて廃棄サイクルから長半減期の超ウラン元素を取り除くことに利用できる。当案では、冷却材として液体のナトリウムを用いる。燃料は液体ナトリウムの満ちた炉の中にある鉄鋼被覆管の中に存在し、これらの集まりが燃料集合体を作っている。ナトリウムには水に触れると爆発反応を起こすという特徴があり設計上の課題として残る一方で、冷却材として水ではなく沸点のより高い液体金属ナトリウムを使用するため循環システムを大気圧下で稼動させられることから、冷却液漏れのリスクは減少される。
一体型高速炉は併設された乾式再処理施設での燃料サイクルに特徴付けられる原子炉の設計である。炉心がオーバーヒートした際に炉の金属燃料が膨張し、連鎖反応は自動的に減速する。この特徴から受動的安全を得ているとされる。原型炉は計画中止になっているが基本設計を引き継いだPRISMの開発が継続されている。

#### 鉛冷却高速炉(Lead-cooled fast reactor、LFR)

鉛冷却高速炉 (LFR)

鉛冷却高速炉は高速中性子スペクトルの鉛や鉛ビスマス合金による液体金属冷却による閉じた燃料サイクルが特徴の原子炉。選択肢には幾つかのプラント評価の範囲が存在し、50~150MWを発電する長い燃料交換間隔を持つ電池方式、300~400MWの発電が見積もられる通常型、1200MWが発電される大型一体式プラントなどが存在する。電池方式の用語は長寿命で工場生産される炉心に言及しており、電気化学的エネルギー転換が行われているわけではない。
燃料は金属か高富化度ウランや超ウラン元素を含む窒化物である。鉛冷却高速炉は自然対流により冷却され、原子炉出口の冷却温度は550度であり、改良された素材によって800度までの範囲が可能である。高温による熱化学水素製造を可能にしている。
また、加速器駆動未臨界炉では鉛ビスマス合金を冷却材兼核破砕ターゲットとして使うことが検討されており、研究炉のMYRRHAは臨界あるいは未臨界のいずれでも運転可能な鉛冷却高速炉の形式である。

## 利点と欠点
現在の原子力装置技術と比べ、第4世代原子炉に主張される利益には
- 核廃棄物の必要保管期間について、千年紀単位から数十年単位に大幅短縮可能
- 同量の核燃料で100-300倍以上エネルギーを生む
- 既存の核廃棄物のエネルギー生産中での消費能力
- 改良された運用安全性

などがあげられる。
欠点の一つとしてすべての新型炉の技術は創始期の原子炉運用者の経験が少ない場合に危険性がより大きいことである。原子力工学者のデイビッド・ロッシュバウムはほとんどすべての種類の核事故は当時の先端技術で起こっていると説明している。彼は「新しい原子炉と事故の問題は2重である。予測実験で計画できない筋書きが起こることと人間のミスである」と主張する
。アメリカ研究所の指導者は「新しい原子炉の製作、建築、運用、維持は険しい学習曲線に直面するだろう、先進技術は事故とミスのリスクを高める。技術はたぶん証明されても人間は証明されていない。」と述べている。

## 参加している国
| 国名             | URL                                                                            |                |
| ---------------- | ------------------------------------------------------------------------------ | -------------- |
| アルゼンチン     | http://www.cnea.gov.ar/                                                        | スペイン語のみ |
| カナダ           | http://www.aecl.ca/                                                            |                |
| 中国             | https://nnsa.mee.gov.cn/ywdt/hyzx/202312/t20231206_1058331.html                |                |
| 欧州連合         | http://www.euronuclear.org/info/generation-IV.htm                              |                |
| フランス         | http://www.cea.fr/                                                             |                |
| 日本             | https://www.jaea.go.jp/                                                        |                |
| 韓国             | http://www.mest.go.kr/index.html                                               | 韓国語のみ     |
| ロシア           | http://www.minatom.ru/en/                                                      |                |
| 南アフリカ共和国 | http://www.eskom.co.za/live/index.php                                          |                |
| スイス           | http://www.psi.ch/index_e.shtml                                                |                |
| イギリス         | http://www.dti.gov.uk/energy/sources/nuclear/technology/fission/page17924.html |                |
| アメリカ合衆国   | http://nuclear.energy.gov/genIV/neGenIV1.html                                  |                |

GIF設立9カ国に2002年にスイスが加わり、欧州原子力共同体が2003年に加わった。2006年には中国とロシアが加わっている。